# Повідайло Володимир Олександрович
Володимир Олександрович Повідайло (нар. 14 травня 1926, Київ — пом. 5 березня 2012, Львів) — український вчений, , фахівець у галузі вібротехнологій, основоположник Львівської школи вібротехнологій. Як конструктор і педагог, мав багатьох учнів.
Зробив значний інесок в становлення і розквіту вібротехнологій як в СРСР, так і в Україні. У 1960-х роках на кафедрі автоматизації та комплексної механізації машинобудівної промисловості Львівського політехнічного інституту під його керівництвом був виокремлений науковий напрям — автоматизація виробничих процесів засобами вібраційної техніки, який у подальшому переріс у наукову школу вібротехнологій, згодом названий Львівською школою вібротехнологій імені професора В. О. Повідайла. Ця наукова школа отримала визнання у Радянському Союзі та стала провідною у своїй галузі. Серед її представників Павло Берник, Павло Денисов, Радомир Сілін, Іван Афтаназів, та інші. Багато з них продовжили діяльність у різних наукових установах України.
Розроблені представниками школи методики проєктування вібраційних машин на даний час успішно використовуються та стали класичними у даному напрямку. Унікальне обладнання, створене під керівництвом професора В. О. Повідайла, працює і зараз.

## Біографія
Володимир Повідайло народився 14 травня 1926 р. у Києві в сім'ї військовослужбовця. У 1-ий клас Володимир пішов у м. Новоград-Волинському (Житомирська область), а закінчив середню школу в Телаві (місто в Алазанській долині Грузії). У 1945 р. з відзнакою закінчив Ростовський авіаційний технікум та отримав кваліфікацію механіка. Працював на Запорізькому заводі авіаційних двигунів. Після завершення Другої світової війни сім'я переїхала до Львова і у 1947 р. він, перевівшись з Київського автодорожного інституту, вступає на 2-ий курс Львівського політехнічного інституту, який з відзнакою закінчує у 1950 р. У тому ж році вступив до аспірантури при кафедрі «Технологія машинобудування, металорізальні верстати і інструмент» (ТМБ) Львівського політехнічного інституту, а у 1955 р. успішно захистив кандидатську дисертацію і працював доцентом кафедри ТМБ. З 1962 р. — завідувач цієї кафедри і одночасно науковий керівник науково-дослідного сектора № 3 (НДС-3).
Працюючи на кафедрі ТМБ, В. О. Повідайло разом з М. В. Медвідем, А. Н. Рабиновичем та Р. І. Сіліним започаткував науковий напрямок пов'язаний з вібраційним транспортуванням деталей. За його ініціативи в 1964 році була створена кафедра «Автоматизація та комплексна механізація машинобудівної промисловості» (АКМ), якою він завідував до 1977 року та був одночасно науковим керівником науково-дослідної лабораторії № 40 (НДЛ-40) до 1982 року. З 1977 року і до 2006 року працював професором кафедри АКМ. Його загальний науково-педагогічний стаж — 57 років.
Завдяки діяльності професора В. О. Повідайла на світ з'явились сотні зразків вібраційних машин, що впроваджені у виробництво у багатьох куточках колишнього СРСР. Більшість з них залишилися неперевершеними і на даний час. Усі машини виготовлялись під індивідуальне замовлення та були унікальними.
У віці 80 років, будучи діючим професором кафедри АКМ, Володимир Олександрович Повідайло продовжував консультувати, даючи корисні поради працівникам та учням Львівської школи вібротехнологій. Молодь, яка мала змогу навчатися у професора В. О. Повідайла, перейняла його неоціненний науковий та практичний досвід. Так, під керівництвом професора О. В. Гаврильченка на кафедрі АКМ протягом 2002—2007 років захищено 4 кандидатські дисертації за напрямком розробки вібраційних машин, а у 2011 році під керівництвом професора І. В. Кузьо на кафедрі механіки та автоматизації машинобудування (кафедра МАМ, колишня АКМ) захищено докторську дисертацію, яка стала черговим науковим здобутком Львівської школи вібротехнологій.
Поховали професора В. О. Повідайла на Личаківському цвинтарі у Львові.
Як все починалося….
На сьогодні всім відомо, що автоматизація виробничих процесів у різних галузях промисловості ефективно вирішується за допомогою засобів вібраційної техніки. У її створенні і розвитку велику роль відіграла Львівська політехніка, чому сприяв збіг низки обставин.
Так, ще на початку 50-х років була вказівка «зверху» навчити студентів перших курсів технічних ВНЗ працювати на металорізальних верстатах з присвоєнням їм робітничих розрядів, тобто створити з них робітничий клас, адже був час, коли вищу освіту могли безперешкодно здобувати лише робітники і селяни. Доручили цю підготовку в стінах Львівського політехнічного інституту саме кафедрі ТМБ, якій виділили велике приміщення і заповнили його трофейними металорізальними верстатами з Німеччини. Після нової вказівки, тобто відміни цієї підготовки, на кафедрі ТМБ залишились великі майстерні, в яких можна було виготовляти в металі та впроваджувати у виробництво власні наукові розробки.
Маючи обладнання — необхідні були замовлення. Вони з'явились завдяки тому, що за відсутності закордонних відряджень та обмеженій можливості у закупівлі кращого технологічного обладнання зарубіжних фірм, керівники підприємств були зобов'язані підтримувати зв'язок з наукою, витрачаючи на неї певний відсоток від прибутку своїх підприємств. Тим самим відбувалась модернізація технологічного обладнання на заводах, підвищувалась ефективність вітчизняної промисловості, частково долаючи технічне відставання від передового світу.
У той час, як і зараз, більшість вищих учбових закладів та академічних інститутів, з якими зв'язувались промисловці, давали підприємствам паперові звіти про проведені наукові дослідження. Керівники підприємств бажали за свої ж кошти отримувати діючі конструкції нової техніки, і саме тому, все активніше стали звертатися до наукових підрозділів, які їх виготовляли в металі. Не оминали і Львівську політехніку, яка новітні зразки наукової продукції на той час уже успішно впроваджувала у різноманітні галузі промисловості та демонструвала на багатьох виставках.
Так, ще у 60-х роках на замовлення 2-го Московського заводу під безпосереднім керівництвом В. О. Повідайла були створені та виготовлені автомати з вібраційними бункерними живильниками для підрахунку годинникових деталей, а також великогабаритні віброживильники для поковок підшипникових кілець та вібропідіймачі, що були впроваджені на підшипниковому заводі у Москві. Ефективні конструкції віброживильників підіймачів та вібротранспортерів також розроблялись та виготовлялись на замовлення провідних науково-дослідних інститутів СРСР, серед яких можна виділити: ЭНИМС, ВНИТИ ПРИБОР, НИИТ АВТОПРОМ, НИИ ТРАКТОРОСЕЛЬХОЗМАШ.
Діючі експонати вібраційних пристроїв та автоматів, розроблених у той час на замовлення підприємств, не раз демонструвалися на виставках досягнень народного господарства у Москві. За ці експонати Львівська політехніка та їх автор В. Повідайло регулярно відзначались нагородами.
У 1967 р. у Львівському політехнічному інституті була проведена перша Всесоюзна наукова конференція по вібраційній техніці у машинобудуванні та приладобудуванні, а у 1973 — друга. На них і отримала Львівська школа вібротехнологій загальне визнання.
Активна і плодовита робота В. Повідайла в області вібротехнологій окрім визнання принесла йому і недругів. Це і було причиною того, що докторську роботу на тему «Основи проектування вібраційних живильників, підйомників та транспортерів для штучних заготовок», яку він захищав, так і не визнали, хоч ще у 1965 році Вчена рада Львівського політехнічного інституту одноголосно її підтримала. На жаль, Вища атестаційна комісія, відхиливши рішення Вченої ради Інституту про присудження В. О. Повідайлу наукового ступеня доктора технічних наук, зробила помилку, адже, як показав час та видатні досягнення його багаторічної діяльності, він, без сумніву, заслуговував цього ступеня.
Оскільки, керована В. О. Повідайлом з 1962 р. кафедра ТМБ мала велике педагогічне навантаження, завдяки значній кількості студентів вечірньої та заочної форми навчання, то у 1964 р. за його ініціативи вдалося добитися її розділення на три кафедри: «Технологія машинобудування», якій залишилась стара абревіатура ТМБ, уже згадану кафедру АКМ та кафедру «Напівпровідникове машинобудування». НДЛ-40 з механічними майстернями, яка займалася створенням та виготовленням засобів вібраційної техніки, перейшла до кафедри АКМ, керування якою доручили В. О. Повідайлу. НДЛ-40 у той період налічувала понад 130 штатних співробітників (інженерів, наукових співробітників та робітників). Виконувалось одночасно до 25 науково-дослідних господарських договорів на суму більше 1 млн карбованців.
НДЛ-40, як у той час, так і зараз виконує повний цикл робіт, пов'язаних з дослідженням, проектуванням, виготовленням, налагодженням, впровадженням на виробництві вібраційного технологічного обладнання. У ній розроблялись вібраційні транспортери та бункерні живильники для контрольних, складальних та лічильних автоматів, гнучких виробничих систем; магазини-накопичувачі; високоточні та високопродуктивні автомати для дозування та пакування хімічних речовин (серед них і високотоксичних); вібраційні машини об'ємної обробки для поверхневого зміцнення деталей, їх полірування та шліфування; вібраційні притиральні машини, тощо.

Під безпосереднім керівництвом В. О. Повідайла на базі комбінованого пружного вузла (поєднання гіперболоїдного та центрального циліндричного торсіонів) виготовлено вібраційні бункерні живильники, швидкість транспортування деталей в яких становила 1.7 м/с; із використанням колоподібних рухів, що реалізовувались пружним вузлом у вигляді «білячого колеса», створено вібраційні притиральні верстати, що доводили площинність плоских поверхонь кремнієвих частин програмоносіїв до 0.3 мкм на діаметрі 100 мм, забезпечуючи точність, яка перевищувала світові стандарти; на базі гратчастих пружних елементів, що забезпечували еліпсоподібні коливання робочого органа, створено вібросепаратор, на якому суміш кульок розмірами 80-200 мкм розділялась по розмірам на фракції, які відрізнялись одна від другої не більше ніж на 10 мкм; розроблено і виготовлено транспортно-маніпулюючі модулі гнучких виробничих систем і довгопротяжні вібротранспортні системи для переміщення виробів із швидкістю 80 м/хв на довільну відстань. Так, для Московської міської телефонної станції була створена унікальна автоматична замкнена система, яка давала змогу одночасно транспортувати, сепарувати, рахувати та фасувати у банківські мішки монети номіналом в 1 та 2 копійки з величезною на той час продуктивністю — до 6 тонн монет за день.
Більшість створених В. О. Повідайлом машин не мали аналогів у світовій практиці і були унікальними. Вони впроваджувались практично в усіх галузях промисловості, зокрема у машинобудуванні, будівництві, літакобудуванні, золотодобуванні, легкій промисловості, у виробництві радіоелектронних деталей.
Повідайло В. О. є автором трьох монографій і одного навчального посібника. Під його керівництвом захищено 22 кандидатські дисертації, а серед його учнів — четверо стали докторами технічних наук. Нагороджений однією золотою, п'ятьма срібними і однією бронзовою медалями Виставки досягнень народного господарства СРСР; знаком «Відмінник винахідництва і раціоналізації». Опублікував понад 300 наукових праць, з них 170 авторських свідоцтв на винаходів.
Заявки на всі авторські винаходи професор В. О. Повідайло подавав тільки після того, як конструкції були впроваджені у виробництво або апробовані на практиці. Це було його принциповою позицією. Він сповідував кредо, що наука завжди повинна мати практичний вихід, тобто працювати під потреби промисловості.
Життя і творчість В. О. Повідайла надзвичайно тісно були пов'язані з вібротехнологіями. Можна без перебільшення сказати, що він їх любив, ними і жив. Вважав коливальні процеси, породжені самою природою, одними з найоптимальніших для використання людиною, адже
Науковий напрям, започаткований професором В. О. Повідайлом, продовжує успішно розвиватися завдяки наполегливій праці його учнів в Інституті інженерної механіки та транспорту Національного університету «Львівська політехніка».